# Paysage d'Orient
Paysage d'orient est le nom d'une série de tableaux de Jean-Léon Gérôme, conçus en 1868. Les tableaux évoquent des paysages orientaux, composés de sables et de collines en arrière-plan.

## Liste des oeuvres
| Image | Titre                                                  | Date | Support                             | Dimensions (H x L) | Provenance                                                           |
| ----- | ------------------------------------------------------ | ---- | ----------------------------------- | ------------------ | -------------------------------------------------------------------- |
|       | Paysage d’Orient Étude double,                         | 1868 | Huile sur carton marouflé sur toile | 24 × 32 cm         | Donation Morot-Dubufe en 1945                                        |
|       | Paysage d’Orient Étude pour Désert, Oasis et Montagne, | 1868 | Huile sur carton marouflé sur toile | 24 × 32 cm         | Donation Morot-Dubufe en 1945                                        |
|       | Paysage d’Orient Étude pour Village au bord de l’eau,  | 1868 | Huile sur carton marouflé sur toile | 24 × 32 cm         | Donation Morot-Dubufe en 1945                                        |
|       | Paysage d’Orient Étude,                                | 1868 | Huile sur carton marouflé sur toile | 24 × 32 cm         | Donation Morot-Dubufe en 1945                                        |
|       | Paysage d’Orient Étude pour Bords du Nil,              | 1868 | Huile sur carton marouflé sur toile | 24 × 32 cm         | Donation Morot-Dubufe en 1945                                        |
|       | Paysage d’Orient Étude pour Daphnis,                   | 1868 | Huile sur carton marouflé sur toile | 27 × 35 cm         | Donation Morot-Dubufe en 1945                                        |
|       | Paysage d’Orient Étude pour Tigre aux aguets (1888),   | n.c. | Huile sur toile                     | 15 × 28,5 cm       | Achat avec l’aide du Fonds régional d’acquisition des musées en 1997 |